# Лозино (Яворовский район)
Лозино (укр. Лозина) — село в Ивано-Франковской поселковой общине Яворовского района Львовской области Украины.
Население по переписи 2001 года составляло 340 человек. Занимает площадь 1,194 км². Почтовый индекс — 81080. Телефонный код — 3259.